# Drapeau du Québec
Ne doit pas être confondu avec Drapeau de Québec.
Le drapeau du Québec, ou le fleurdelisé (aussi orthographié fleurdelysé) est bleu royal orné d'une croix blanche cantonnée de quatre fleurs de lys de la même couleur.
Le drapeau est adopté par le gouvernement du Québec pendant le deuxième mandat du gouvernement de Maurice Duplessis . Il est élevé pour la première fois le 21 janvier 1948 à 15 heures, au sommet de la tour centrale de l'Hôtel du Parlement, dans la ville de Québec. Le fleurdelisé flotte aujourd'hui sur tous les édifices publics et partout dans le monde sur les délégations et bureaux du Québec à l'étranger.

## Description du drapeau
La description héraldique du drapeau est : « d'azur à la croix d'argent cantonnée de quatre fleurs de lys du même ».
En héraldique, « l'azur » correspond au bleu et « l'argent » au blanc.

## Symbolisme

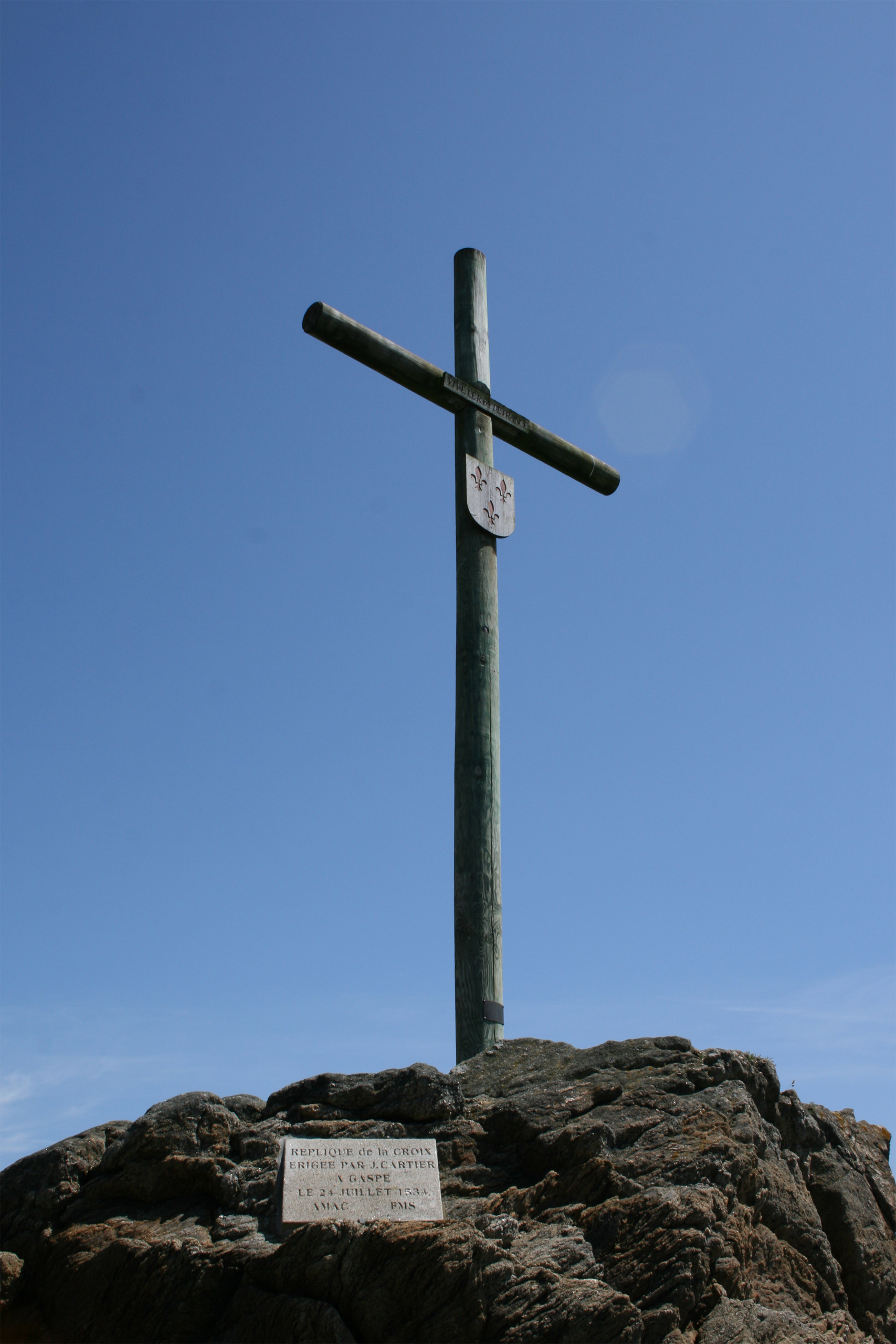
Réplique, à la Tour Solidor (Saint-Malo), de la croix érigée par Jacques Cartier à Gaspé le 24 juillet 1534.

De couleur blanche, la croix renvoie au christianisme ainsi qu'au drapeau blanc et or du royaume de France, qui était celui de la Nouvelle-France de sa fondation jusqu'à la conquête britannique. Centrée et droite, elle est typique de nombreux anciens royaumes d’Europe occidentale. L'utilisation de croix blanches sur les drapeaux royaux français remonte au XIIIe-XIVe siècle.
Comme pour le « Carillon », ancêtre direct du fleurdelisé, le bleu symbolisait à l'origine la Vierge Marie. S’éloignant peu à peu de sa symbolique originelle, la couleur du drapeau est devenue nettement plus foncée au fil des années. Les drapeaux bleus à croix blanche sont attestés en France comme symboles militaires ou de la marine marchande dès le XVIe siècle. Le fond bleu royal rappelle la couleur du blason des souverains de France qui régnèrent sur la Nouvelle-France.
Quant au lys comme symbole de la monarchie française, il est attesté à partir de la fin du XIIe siècle comme symbole spécifique de la monarchie française, bien qu'il soit déjà utilisé sous les règnes de Pépin le Bref et Charlemagne qui le reprennent sans doute des Lombards (une légende le fait remonter à Clovis). Les fleurs de lys du drapeau québécois se distinguent de celles du blason royal français par leur couleur. Les premières sont blanches, la couleur du catholicisme, mais aussi celles du royaume de France sous les Bourbons, les fondateurs de la colonie. Les secondes sont dorées, selon l'usage des Capétiens directs. Le lys héraldique, décliné en différentes couleurs selon les régions, s'est imposé comme symbole des Français d'Amérique puis de la francophonie nord-américaine, après que la feuille d'érable, autre symbole canadien-français commence à se répandre dans le Canada anglais (vers 1840).

## Protocole

Variante 1:2 commune mais non officielle

Le ratio officiel du drapeau est de 2:3, mais il existe une variante 1:2 qui est utilisée lorsque le drapeau flotte avec le drapeau du Canada pour respecter la convention officieuse qui veut que des drapeaux flottant ensemble doivent avoir les mêmes dimensions. Les drapeaux des autres provinces canadiennes qui ont un ratio différent existent également en variante 1:2.

### Levée et salut du drapeau
Lors de la levée du drapeau, celui-ci doit être hissé en un mouvement ferme et vif. Cependant, lorsqu'il est ramené, cela doit se faire lentement et soigneusement. Après avoir hissé le drapeau, les participants sont invités à respecter une minute de silence. Ensuite, une personne doit réciter la formule du salut du drapeau :

« Drapeau du Québec, salut !
À toi mon respect, ma fidélité, ma fierté.
Vive le Québec,
Vive son drapeau ! »

Une autre version, plus nationaliste et accompagnée d'une fanfare, est celle créée originellement par Raôul Duguay et Alain Sauvageau pour la Société Saint-Jean-Baptiste :

« Drapeau du Québec, je te salue !

À toi mon respect, ma fidélité.

Vive le Québec, vive son drapeau,

Vive mon pays et son fleurdelisé !

Vive mon pays et son fleurdelisé ! »

## Historique

### Période française (1534-1763)

Croix blanche de saint Michel, utilisé en tant que drapeau militaire de la France lors du Bas Moyen Âge.

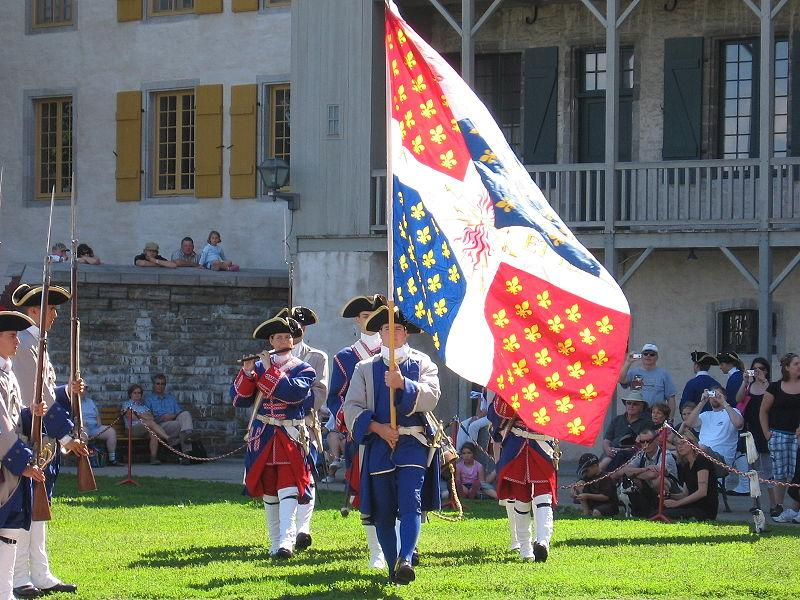
Un des nombreux drapeaux présents en Nouvelle-France, celui des Compagnies franches de la marine

Le 24 juillet 1534, Jacques Cartier plante une croix de trente pieds de haut à Gaspé pour signifier l'appropriation des lieux au nom du roi de France. Il était de coutume pour la prise de possession d'une nouvelle terre d'y faire dresser, à l'arrivée des explorateurs, une croix surmontée d'un blason aux armoiries de France avec la fleur de lys. Après 1665, lorsque le premier contingent militaire français débarque en Nouvelle-France, le pavillon blanc du Royaume de France se répandra graduellement à l'échelle de toute la colonie de l'Amérique du Nord. Le pavillon du royaume côtoie les étendards des différents gouverneurs qui se succèdent à la tête de la colonie et le blason des compagnies chargées du commerce. À titre d'exemple la Compagnie des Indes occidentales pouvait apposer où bon lui semblait les armoiries qui lui avaient été accordées en 1664 : un écusson au champ d'azur semé de fleurs de lys d'or sans nombre, avec deux sauvages pour supports et surmonté d'une couronne tréflée. En 1662, Louis XIV fait de la colonie une province royale, la dotant d’une administration royale comme toute province Française. Ce faisant, les armoiries du Roi de France et le pavillon blanc du Royaume de France devinrent les symboles officiels du pouvoir royal dans toute la Nouvelle-France. De même, de nombreux et différents drapeaux militaires français flottèrent sur la colonie jusqu'en 1760.

### Période britannique (1763-1948)
Toutefois, à la suite de la conquête britannique de 1759 et de la prise de Québec, on hisse le drapeau britannique sur les remparts. Avec la reddition de la Nouvelle-France en 1760, et la cession de la colonie aux Britanniques par le traité de Paris de 1763, le drapeau britannique devient, jusqu'en 1868, le seul drapeau officiel à flotter sur, successivement, la province britannique de Québec, le Bas-Canada et le Canada-Uni. Le 26 mai 1868, la reine Victoria accorda des armoiries au Québec qui, dès ce moment, permirent de créer un drapeau officiel du Québec. Il s'agissait d'un Blue Ensign avec l'Union Jack dans le coin supérieur gauche et les armoiries du Québec à la droite. Il semblerait cependant qu'il fut utilisé très rarement : plusieurs sources, incluant le site du gouvernement du Québec, mentionnent que ce fut l'Union Jack qui flotta au-dessus du parlement jusqu'au 21 janvier 1948 et non le Blue Ensign québécois. De plus, en 1938, à l'ouverture d'une école minière à Val-d'Or, le drapeau utilisé pour représenter le gouvernement du Québec fut un emblème. Ceci fut fait à la demande de Burroughs Pelletier, qui fut avisé que le ministère voulait un symbole, mais qu'il était incertain sur lequel devait être utilisé.

### En quête d'un drapeau national

#### Tricolore des Patriotes (1837-1838)

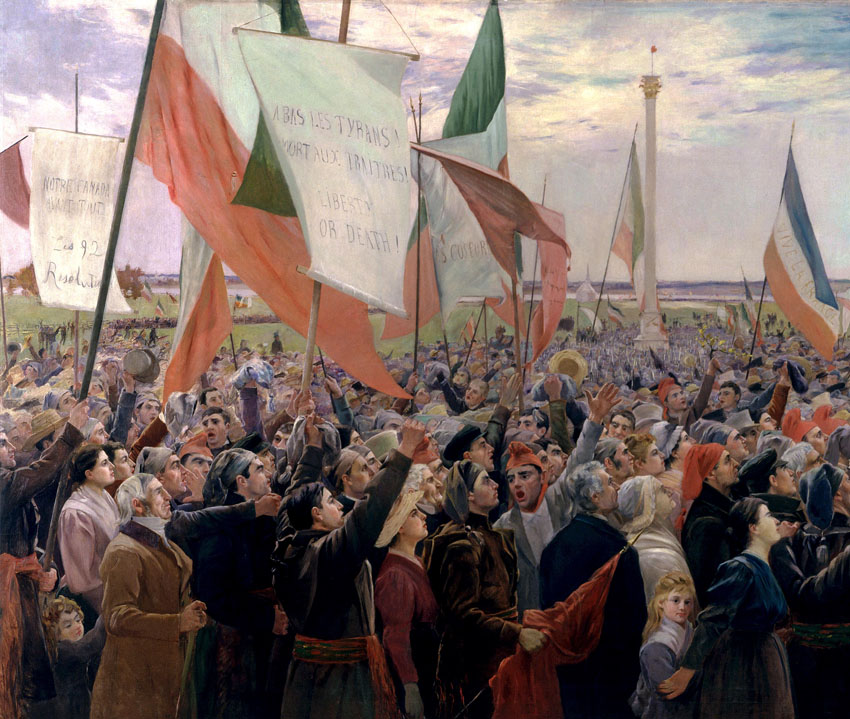
Drapeaux tricolores à bandes horizontales (vert, blanc et rouge) lors de l'Assemblée des six-comtés.

Le désir des Canadiens — qui plus tard s’appelleront les Canadiens français —  d'un drapeau distinct demeure après la Conquête. Le drapeau des Patriotes, composé de trois bandes horizontales verte, blanche et rouge, fait son apparition pour la première fois en 1832, lors de la libération de Ludger Duvernay, journaliste à la Minerve, et de Daniel Tracey fondateur du Vindicator. Lors des insurrections de 1837-1838 et de la proclamation de la très éphémère République du Bas-Canada, le drapeau des Patriotes devient le drapeau national. Certaines théories concernant ses origines affirment que la couleur verte a été adoptée pour représenter les Irlandais, la couleur blanche pour les Canadiens français et le rouge pour les Anglais. Certains affirment également que le style tricolore a été inspiré par le drapeau de la France, symbole de la révolution française qui a inspiré les Patriotes. On lui ajoute parfois d'autres emblèmes comme le castor, la branche de feuille d'érable et le maskinongé. Il fut par la suite adopté par la Société Saint-Jean-Baptiste le 19 juin 1842. Il est arboré lors  de la Fête Nationale de la Saint-Jean et lors de la Journée de Dollard qui deviendra en 2001 sur décision de l'Assemblée Nationale la journée nationale des patriotes. On pavoise également au drapeau des patriotes lors d'événements festifs (concerts..) ou de rassemblements marqués par le nationalisme québécois ou le souverainisme. D'autres versions contemporaines intègrent une étoile jaune dans la partie supérieure gauche suivant une illustration d'Henri Julien Le Vieux de 1837, une allégorie des patriotes devenue archétypale.

#### Bicolore (1842)
La défaite des Patriotes porte un coup fatal au tricolore canadien, de plus le drapeau n'est guère apprécié par la population anglaise du Québec qui y voit un emblème révolutionnaire. C'est pourquoi le 18 août 1842, la Société Saint-Jean-Baptiste décide d'adopter un drapeau bicolore, blanc et vert, à bandes verticales. Le bicolore blanc et vert remplace un temps le tricolore des Patriotes devenu intolérable aux anglais. Le peu de succès du tricolore dans la sphère politique francophone canadienne explique sa rapide disparition devant le tricolore français.
On peut voir dans le drapeau franco-ontarien un descendant du bicolore québécois.

#### Tricolore français (1854-1948)

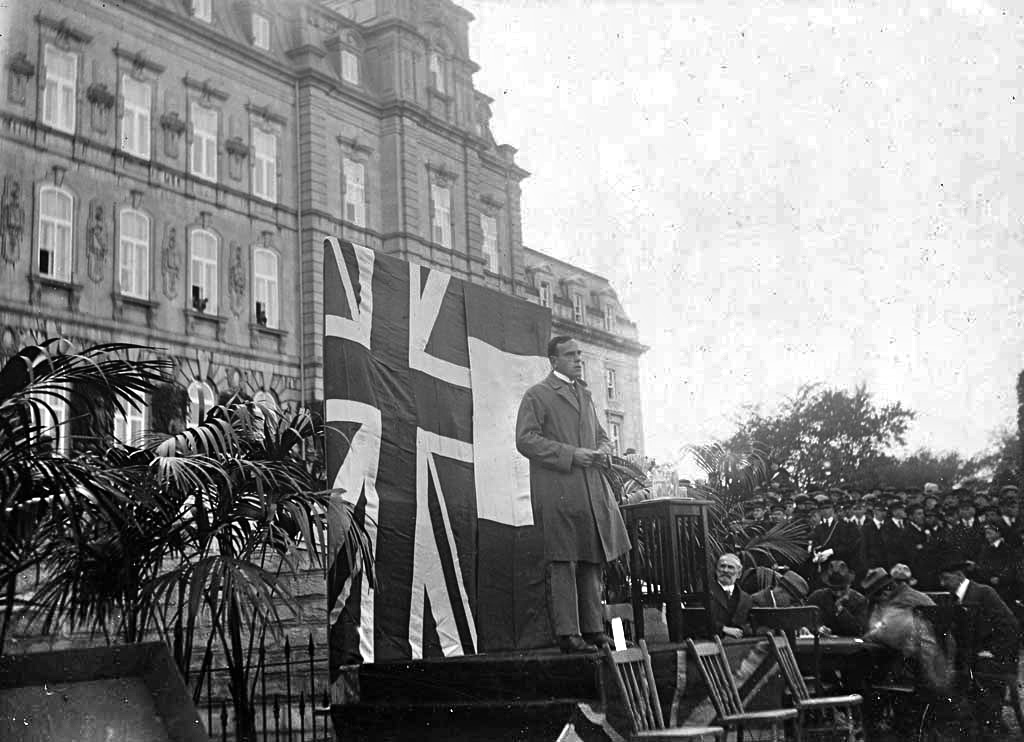
Lors d'un discours à l'extérieur de l'Hôtel du Parlement du Québec en 1922, le drapeau de la France et du Royaume-Uni sont côte à côte.

Le tricolore français était également souvent utilisé par l'ensemble des francophones lors des premières années de la Confédération canadienne. Le 27 mars 1854, la France et le Royaume-Uni s'allient et, le lendemain, déclarent la guerre à la Russie. Le 20 septembre 1854, les troupes franco-britanniques gagnent la bataille de l'Alma. Montréal et Québec pavoisent aux couleurs françaises et britanniques. Une des conséquences de cette alliance franco-britannique est la venue au Québec, durant l'été de 1855, du premier bateau français depuis la cession du pays en 1760. L'arrivée de la Capricieuse soulève l'enthousiasme de la population. Chaque victoire alliée dans la Guerre de Crimée provoque une apparition encore plus grande de drapeaux français et de La Marseillaise. En 1880, lors d'une conférence aux États-Unis, la proposition d'un drapeau pour une union francophone d'Amérique du Nord, qui est en fait le tricolore, est adoptée par les participants. En 1884, à la convention nationale acadienne de Miscouche, les délégués adoptent à l'unanimité le drapeau tricolore avec une étoile, figure de Marie (cf. le Drapeau de l'Acadie). En janvier 1887, Honoré Mercier et son Parti national prennent le pouvoir au Québec : sous son gouvernement jusqu'en 1891, le Tricolore devient le drapeau national.
Mais l'utilisation du bleu-blanc-rouge suscite deux catégories d'opposition. D'une part, parce qu'il représente la France républicaine. En 1877, Philéas-Frédéric Bourgeois fait même installer l'ancien drapeau fleurdelisé français au collège Saint-Joseph de Memramcook ; il est encore en place en 1881. Les ultramontains lui préfèrent aussi un étendard fleurdelisé plus marqué par l'Ancien Régime comme le fait remarquer en 1884 François-Xavier Trudel. Ce à quoi lui répond opposant en faveur du Tricolore, Cyprien Fréchette de La Patrie, que « notre drapeau national c'est celui de la France quel qu'il soit ».
D'autre part, parce qu'il est l'expression de la société canadienne francophone, les britanniques défendent la primauté des drapeaux de l'Empire et du Dominion britannique. La guerre des Boers, qui met aux prises le Royaume-Uni et les colons Boers en Afrique du Sud, soulève les passions au Canada entre Canadiens français et anglais. À diverses occasions les manifestations dégénèrent comme le 1er mars 1900 quand des étudiants anglophones de McGill descendent les drapeaux tricolores et hissent les couleurs de l'Empire britannique sur les bâtiments francophones et inversement avec les étudiants francophones de l'Université Laval à Montréal qui descendent les drapeaux britanniques en faveur du tricolore.
Le tricolore français reste le drapeau national des Canadiens français pendant une partie du XXe siècle. À mesure qu'on se rapproche de la date fatidique du 21 janvier 1948, le fleurdelisé lui est préféré.

#### Bannière de Carillon (1848-1901)
Ce drapeau fut utilisé lors de la bataille de Fort Carillon. Le drapeau aurait supposément été porté par la milice canadienne lors de la Bataille de Fort Carillon (maintenant Ticonderoga, NY) dont la victoire des troupes françaises est imputée au général Louis-Joseph de Montcalm. Il est préservé par les Récollets pendant plus d'un siècle avant d'être redécouvert par l'avocat et homme d'affaires Louis de Gonzague Baillargé. Ce dernier en prendra un soin jaloux. La bannière provoque l'émotion générale à chacune de ses sorties, notamment lors des défilés de la Saint-Jean-Baptiste, et ce même si elle est pourtant rangée dans son fourreau et donc invisible aux yeux du public.

#### Carillon moderne (1902-1948)

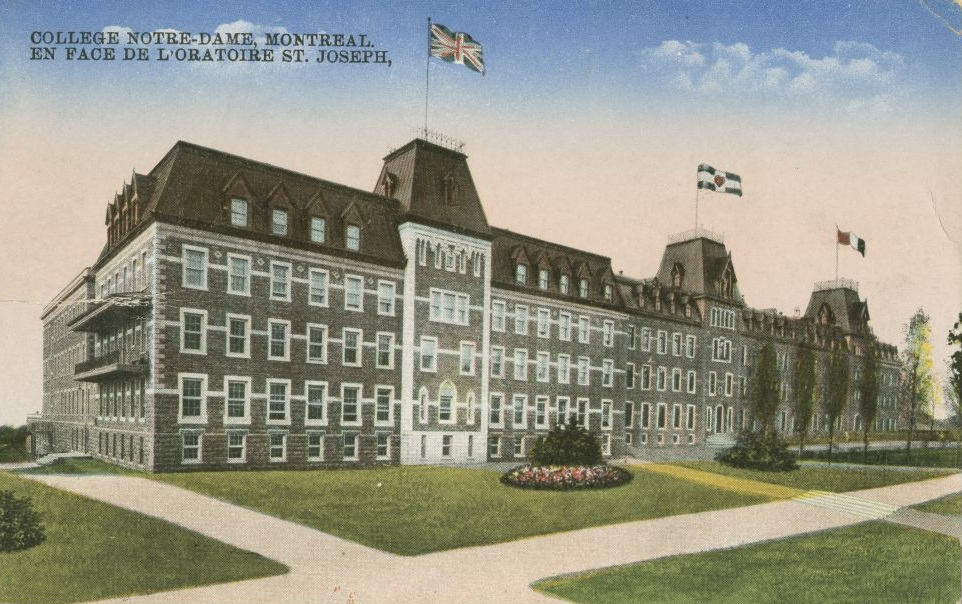
Vers 1910, sur les tours du collège Notre-Dame de Montréal, les drapeaux du Royaume-Uni et de la France côtoient le Carillon sacré-cœur, l'ancêtre du drapeau du Québec.

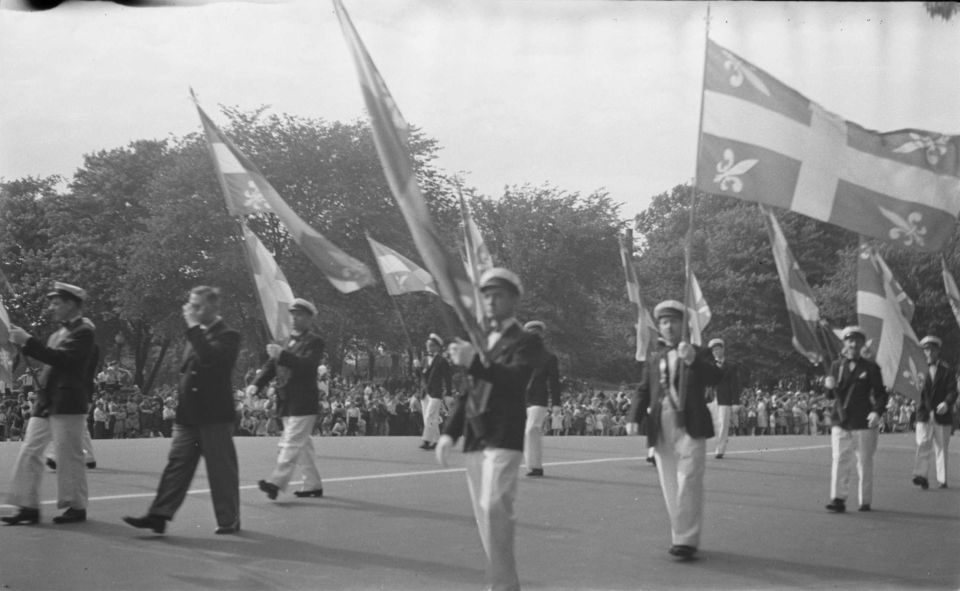
Le Carillon moderne brandi lors d'une parade de la Saint-Jean-Baptiste en 1946.

L'ancêtre du fleurdelisé fut créé par l'abbé Elphège Filiatrault, prêtre de Saint-Jude, dans le diocèse de Saint-Hyacinthe. Nommé drapeau de Carillon, bien qu'il ne correspond pas à l'authentique bannière de Carillon, celui-ci ressemble de plus en plus au drapeau québécois actuel, les fleurs de lys étant plutôt dorées à l'origine, placées aux quatre coins d'une croix blanche sur fond bleu.
Le Carillon de Filiatrault fut élevé pour la première fois le 26 septembre 1902 et est préservé aux archives de Saint-Hyacinthe. Il apparait aujourd'hui, après des études de restauration par l'Institut canadien de conservation (ICC), que la bannière de Carillon dont s'est inspiré Filiatrault n'était pas bleu mais blanc crème et qu'il ne s'agissait pas d'un étendard des milices canadiennes, mais une bannière religieuse.
Une variante de ce drapeau est frappée d'un Sacré-Cœur en son centre. On l'appelle le Carillon-Sacré-Cœur. Il fut adopté par la société Saint-Jean-Baptiste comme drapeau officiel des Québécois avant d’être remplacé par l’actuel drapeau du Québec. Il est à noter que les Canadiens français de l'Ontario qui déployaient alors aussi le Carillon-Sacré-Cœur n'ont par la suite jamais adopté le drapeau du Québec comme bannière. Dans les années 1970, un drapeau fleurdelisé vert et blanc fut créé pour les représenter. Quant aux Acadiens, ils brandissaient déjà depuis longtemps leur propre drapeau.

### Fleurdelisé (1948 à aujourd'hui)

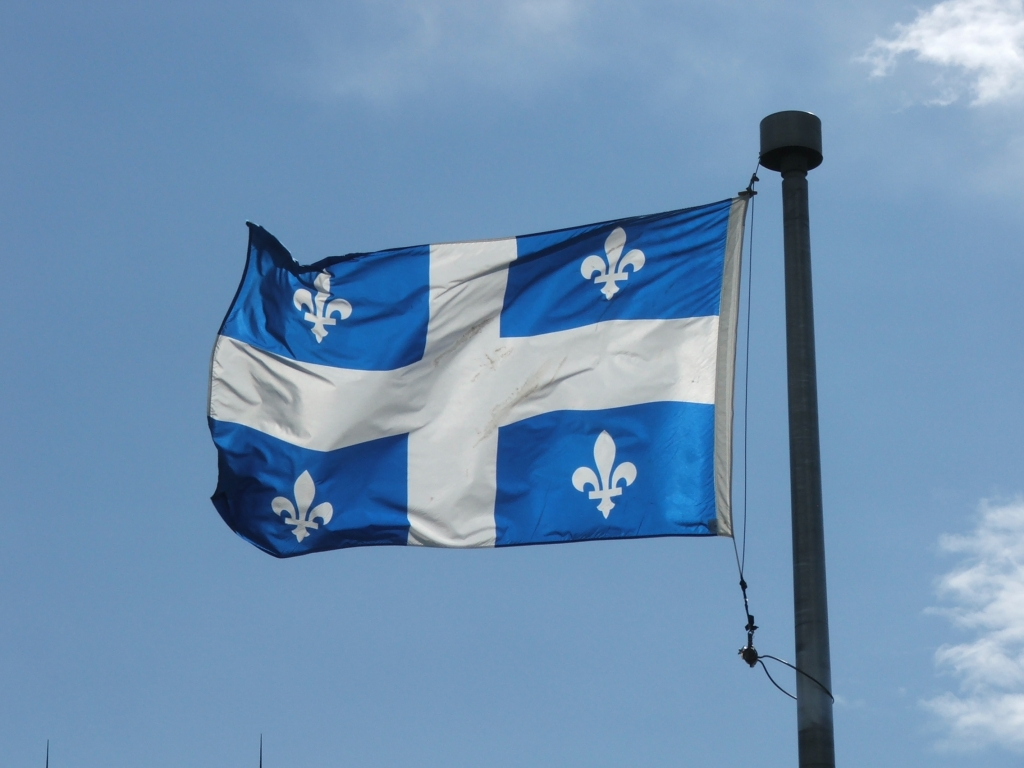
Le fleurdelisé, le drapeau du Québec.

Tout au long de la première moitié du XXe siècle, de très nombreuses propositions pour un nouveau drapeau québécois seront faites. Elles s'inspireront toutes plus ou moins des symboles qui ont fait le pays: le castor, la feuille d'érable, la fleur de lys, la croix blanche, les armes de la province... En 1947, un membre indépendant de l'Assemblée nationale, René Chaloult, dépose une motion demandant la création d'un drapeau québécois distinct pour remplacer l'impopulaire Blue Ensign. Plusieurs idées furent développées entre Chaloult, Lionel Groulx et Maurice Duplessis. Une de ces idées incorporait une feuille d'érable rouge (symbole qui fut par la suite utilisé pour le drapeau du Canada). Burroughs Pelletier fut aussi approché pour présenter quelques projets à Duplessis, dont aucun ne furent adoptés. Maurice Duplessis choisit plutôt d'adopter le Carillon, très populaire. Pelletier fut consulté sur l'apparence du drapeau, et sur son conseil les fleurs de lys du Carillon ont été pointées vers le haut pour être conforme aux règles de l'art héraldique.
Maurice Duplessis a fait adopter la loi sur le drapeau à la suite d'une vigoureuse campagne de la société civile. Par exemple, les 144 groupes locaux du mouvement des Jeunesses laurentiennes, à l'instigation de Rosaire Morin, ont fait campagne aux côtés d'autres organisations nationalistes, pour convaincre le premier ministre d'agir.
Le 21 janvier 1948, sur une proposition du ministre Jean-Paul Beaulieu, un nouveau drapeau fut adopté et fut élevé au-dessus du Parlement l'après-midi même. Apparemment, ce fut le Carillon qui vola cette journée puisque le fleurdelisé moderne ne fut pas disponible avant le 2 février de la même année.
Le drapeau fut adopté par décret ministériel et la nouvelle fut présentée à l'Assemblée législative comme étant plus ou moins un fait accompli avant même que la motion de René Chaloult ne fût débattue. Le chef de l'opposition Adélard Godbout exprima son accord, tout comme René Chaloult. Une loi gouvernant l'usage du drapeau fut par la suite officiellement adoptée par la législature le 9 mars 1950. Une version plus récente de celle-ci fut adoptée en 2002. Les arrêtés du 22 juin 1967 ordonnaient que « le drapeau du Québec soit arboré sur tous les édifices du gouvernement, ainsi que sur les édifices des commissions, régies et autres organismes du gouvernement et sur toutes les écoles et maisons d’enseignement relevant du ministère de l’éducation ».

## Évolution du drapeau
| Régime politique                         | Période                     | Drapeau légal                             | Drapeau populaire                                             | Notes |
| ---------------------------------------- | --------------------------- | ----------------------------------------- | ------------------------------------------------------------- | --- |
| Colonie de Nouvelle-France               | 1534—1689                   | Pavillon royal                            |                                                               | La Nouvelle-France et la colonie du Canada (correspondant aujourd'hui au Québec) ne disposent pas de symboles propres. Parmi les drapeaux visibles sur le territoire, on rencontre surtout des bannières régimentaires ou bien le pavillon de la marine marchande. Les armes royales sont gravées sur quelques bâtiments. À l'époque, il n'y a pas de drapeaux nationaux ; ce sont des pavillons utilisés par la marine de guerre, la marine civile et marchande, les étendards royaux pour les navires sur lesquels le Roi ou la famille royale sont présents, les drapeaux de régiments de l'Armée ou des Compagnies franches de la Marine royale française. Les pavillons ci-contre sont utilisés comme étendards royaux sur les navires sur lesquels le Roi est à bord. |
| Gouvernement royal de la Nouvelle-France | 1663—1715                   | Pavillon de Louis XIV                     |                                                               | La Nouvelle-France et la colonie du Canada (correspondant aujourd'hui au Québec) ne disposent pas de symboles propres. Parmi les drapeaux visibles sur le territoire, on rencontre surtout des bannières régimentaires ou bien le pavillon de la marine marchande. Les armes royales sont gravées sur quelques bâtiments. À l'époque, il n'y a pas de drapeaux nationaux ; ce sont des pavillons utilisés par la marine de guerre, la marine civile et marchande, les étendards royaux pour les navires sur lesquels le Roi ou la famille royale sont présents, les drapeaux de régiments de l'Armée ou des Compagnies franches de la Marine royale française. Les pavillons ci-contre sont utilisés comme étendards royaux sur les navires sur lesquels le Roi est à bord. |
| Gouvernement royal de la Nouvelle-France | 1715—1763                   | Étendard royal                            |                                                               | La Nouvelle-France et la colonie du Canada (correspondant aujourd'hui au Québec) ne disposent pas de symboles propres. Parmi les drapeaux visibles sur le territoire, on rencontre surtout des bannières régimentaires ou bien le pavillon de la marine marchande. Les armes royales sont gravées sur quelques bâtiments. À l'époque, il n'y a pas de drapeaux nationaux ; ce sont des pavillons utilisés par la marine de guerre, la marine civile et marchande, les étendards royaux pour les navires sur lesquels le Roi ou la famille royale sont présents, les drapeaux de régiments de l'Armée ou des Compagnies franches de la Marine royale française. Les pavillons ci-contre sont utilisés comme étendards royaux sur les navires sur lesquels le Roi est à bord. |
| Province de Québec                       | 1763—1791                   | Union Flag                                |                                                               | Après la Guerre de la Conquête, les symboles français sont totalement évacués. En 1837, la Rébellion des Patriotes voit la naissance d'un premier drapeau populaire d'inspiration républicaine, le tricolore bas-canadien. Il faut attendre la redécouverte de la bannière de Carillon en 1848 pour lancer le débat d'un drapeau national. |
| Province du Bas-Canada                   | 1791—1801                   | Union Flag                                |                                                               | Après la Guerre de la Conquête, les symboles français sont totalement évacués. En 1837, la Rébellion des Patriotes voit la naissance d'un premier drapeau populaire d'inspiration républicaine, le tricolore bas-canadien. Il faut attendre la redécouverte de la bannière de Carillon en 1848 pour lancer le débat d'un drapeau national. |
| Province du Bas-Canada                   | 1801—1832                   | Union Jack                                |                                                               | Après la Guerre de la Conquête, les symboles français sont totalement évacués. En 1837, la Rébellion des Patriotes voit la naissance d'un premier drapeau populaire d'inspiration républicaine, le tricolore bas-canadien. Il faut attendre la redécouverte de la bannière de Carillon en 1848 pour lancer le débat d'un drapeau national. |
| Province du Bas-Canada                   | 1832—1841                   | Union Jack                                | Tricolore bas-canadienDrapeau des Patriotes de Saint-Eustache | Après la Guerre de la Conquête, les symboles français sont totalement évacués. En 1837, la Rébellion des Patriotes voit la naissance d'un premier drapeau populaire d'inspiration républicaine, le tricolore bas-canadien. Il faut attendre la redécouverte de la bannière de Carillon en 1848 pour lancer le débat d'un drapeau national. |
| Province du Canada (Canada-Est)          | 1841—1848                   | Union Jack                                |                                                               | Après la Guerre de la Conquête, les symboles français sont totalement évacués. En 1837, la Rébellion des Patriotes voit la naissance d'un premier drapeau populaire d'inspiration républicaine, le tricolore bas-canadien. Il faut attendre la redécouverte de la bannière de Carillon en 1848 pour lancer le débat d'un drapeau national. |
| Province du Canada (Canada-Est)          | 1848—1854                   | Union Jack                                |                                                               | Après la Guerre de la Conquête, les symboles français sont totalement évacués. En 1837, la Rébellion des Patriotes voit la naissance d'un premier drapeau populaire d'inspiration républicaine, le tricolore bas-canadien. Il faut attendre la redécouverte de la bannière de Carillon en 1848 pour lancer le débat d'un drapeau national. |
| Province du Canada (Canada-Est)          | 1854—1867                   | Union Jack                                |                                                               | Cette période est très ambiguë, tiraillée entre des symboles français, britanniques et catholiques. On retrouve autant le tricolore français, le drapeau pontifical que divers drapeaux à fleur de lys. Malgré l'obtention d'un Blue Ensign en 1868, c'est simplement l'Union Jack qui flotte sur la tour centrale de l'hôtel du Parlement du Québec. |
| Québec                                   | 1867—1868                   | Union Jack                                |                                                               | Cette période est très ambiguë, tiraillée entre des symboles français, britanniques et catholiques. On retrouve autant le tricolore français, le drapeau pontifical que divers drapeaux à fleur de lys. Malgré l'obtention d'un Blue Ensign en 1868, c'est simplement l'Union Jack qui flotte sur la tour centrale de l'hôtel du Parlement du Québec. |
| Québec                                   | 1868—1902                   | Blue Ensign du Québec (armoiries de 1868) |                                                               | Cette période est très ambiguë, tiraillée entre des symboles français, britanniques et catholiques. On retrouve autant le tricolore français, le drapeau pontifical que divers drapeaux à fleur de lys. Malgré l'obtention d'un Blue Ensign en 1868, c'est simplement l'Union Jack qui flotte sur la tour centrale de l'hôtel du Parlement du Québec. |
| Québec                                   | 1902—1939                   | Blue Ensign du Québec (armoiries de 1868) | Carillon moderne en 1902 (de Filiatrault) Carillon-Sacré-Cœur | Cette période est très ambiguë, tiraillée entre des symboles français, britanniques et catholiques. On retrouve autant le tricolore français, le drapeau pontifical que divers drapeaux à fleur de lys. Malgré l'obtention d'un Blue Ensign en 1868, c'est simplement l'Union Jack qui flotte sur la tour centrale de l'hôtel du Parlement du Québec. |
| Québec                                   | 1939—1948                   | Blue Ensign du Québec (armoiries de 1939) | Carillon moderne en 1902 (de Filiatrault) Carillon-Sacré-Cœur | Cette période est très ambiguë, tiraillée entre des symboles français, britanniques et catholiques. On retrouve autant le tricolore français, le drapeau pontifical que divers drapeaux à fleur de lys. Malgré l'obtention d'un Blue Ensign en 1868, c'est simplement l'Union Jack qui flotte sur la tour centrale de l'hôtel du Parlement du Québec. |
| Québec                                   | 21 janvier — 2 février 1948 | Carillon moderne                          | Carillon moderne                                              | Le Carillon moderne est adopté par un décret du Conseil exécutif du Québec le 21 janvier 1948. Il devient « Fleurdelisé » quelques jours plus tard lorsque les lys du drapeau sont positionnés verticalement. Ce drapeau est sanctionné par loi le 9 mars 1950. L'apparence stylistique du lys ne sera fixée qu'à partir des années 1970. Le dernier ajustement légal date de 2001. |
| Québec                                   | Années 1950                 | Fleurdelisé                               | Fleurdelisé                                                   | Le Carillon moderne est adopté par un décret du Conseil exécutif du Québec le 21 janvier 1948. Il devient « Fleurdelisé » quelques jours plus tard lorsque les lys du drapeau sont positionnés verticalement. Ce drapeau est sanctionné par loi le 9 mars 1950. L'apparence stylistique du lys ne sera fixée qu'à partir des années 1970. Le dernier ajustement légal date de 2001. |
| Québec                                   | Années 1960                 | Fleurdelisé                               | Fleurdelisé                                                   | Le Carillon moderne est adopté par un décret du Conseil exécutif du Québec le 21 janvier 1948. Il devient « Fleurdelisé » quelques jours plus tard lorsque les lys du drapeau sont positionnés verticalement. Ce drapeau est sanctionné par loi le 9 mars 1950. L'apparence stylistique du lys ne sera fixée qu'à partir des années 1970. Le dernier ajustement légal date de 2001. |
| Québec                                   | Années 1970 — aujourd’hui   | Fleurdelisé                               | Fleurdelisé                                                   | Le Carillon moderne est adopté par un décret du Conseil exécutif du Québec le 21 janvier 1948. Il devient « Fleurdelisé » quelques jours plus tard lorsque les lys du drapeau sont positionnés verticalement. Ce drapeau est sanctionné par loi le 9 mars 1950. L'apparence stylistique du lys ne sera fixée qu'à partir des années 1970. Le dernier ajustement légal date de 2001. |

## Couleurs du drapeau

### Drapeau actuel (depuis 2001)[27]
| Couleur | ● Bleu royal                        | ● Blanc       |
| ------- | ----------------------------------- | ------------- |
| HTML    | #003399                             | #FFFFFF       |
| RVB     | 0, 51, 153                          | 255, 255, 255 |
| Pantone | AUCUN, mais proche du PANTONE 286 C | Safe          |
| CMJN    | 100, 67, 0, 40                      | 0, 0, 0, 0    |

### Ancien drapeau du Québec
| Couleur | ● Bleu foncé   | ● Blanc       |
| ------- | -------------- | ------------- |
| HTML    | #002495        | #FFFFFF       |
| RVB     | 0, 36, 149     | 255, 255, 255 |
| Pantone | PANTONE 2746 C | Safe          |
| CMJN    | 100, 95, 8, 3  | 0, 0, 0, 0    |

## Évocations du fleurdelisé
Depuis la création du fleurdelisé, certaines organisations font le choix d'incorporer la fleur de lys québécoise (emblème de la France royale) dans leur drapeau ou dans leur armoiries pour affirmer leur association avec le Québec. Tous les ministères et organismes gouvernementaux incluent dans leur logo le drapeau du Québec. La fleur de lys est aussi utilisée sur les drapeaux de plusieurs communautés francophones nord-américaines à l'extérieur du Québec.

### Au Québec

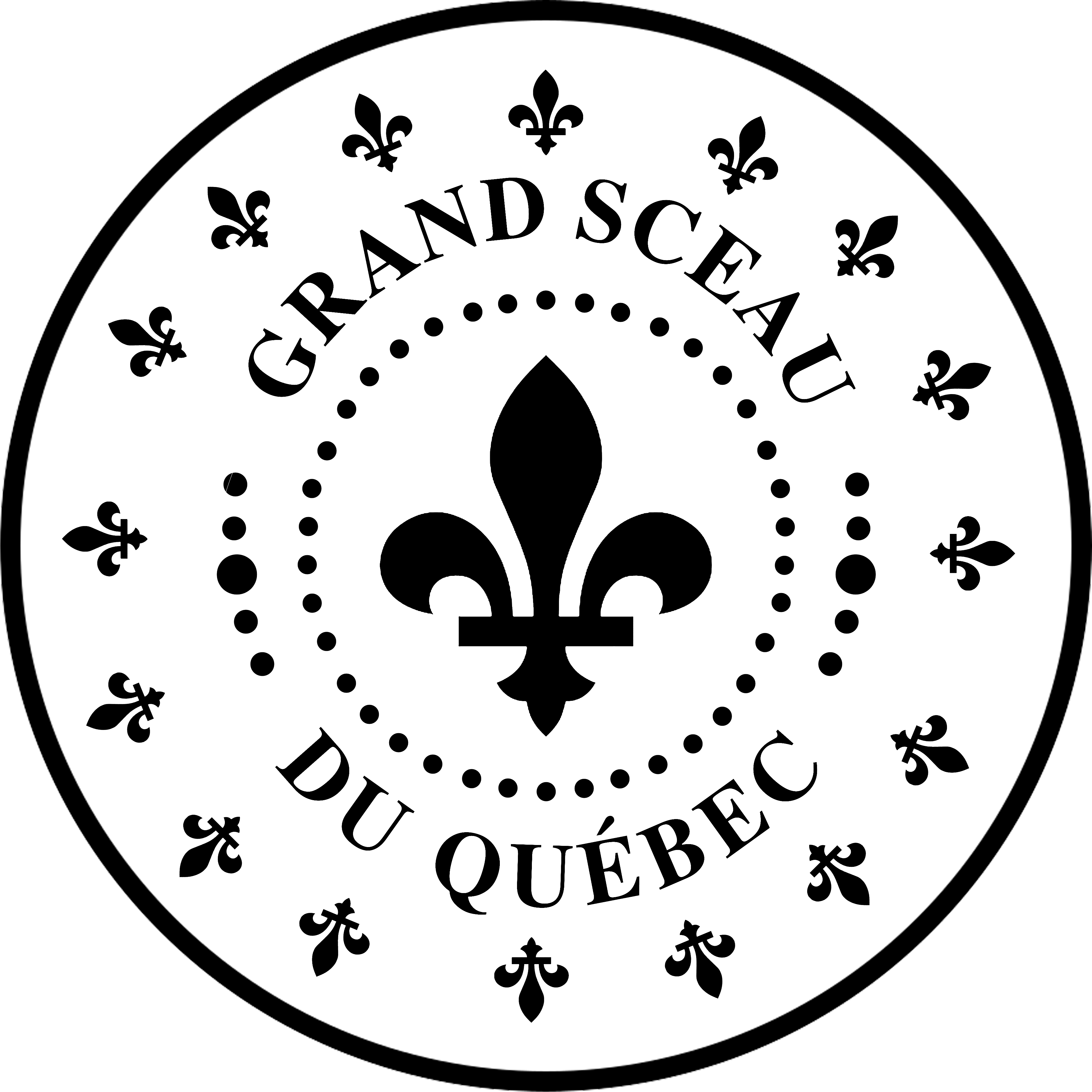
Grand Sceau du Québec
Drapeau de la ville de Québec entre 1967 et 1987
Drapeau de l'Ordre national du Québec

Logo de l'Assemblée nationale
Logo du gouvernement québécois
Logo des organismes gouvernementaux

### À l'extérieur du Québec

Drapeau franco-albertain
Drapeau franco-ontarien
Drapeau fransaskois
Franco-Manitobains
Franco-Colombiens.
Franco-Nunavois.
Franco-Ténois.
Franco-Yukonnais.

## Faits divers
- Un sondage mené en 2001 par la North American Vexillological Association vota le fleurdelisé comme étant le plus beau drapeau provincial/territorial et le 3e plus beau drapeau de tous les États, provinces et territoires du Canada et des États-Unis[29]
- Seulement deux drapeaux des provinces canadiennes ne contiennent pas les armoiries de leur province, celui du Québec et celui de Terre-Neuve-et-Labrador.
- Lors des festivités du 75e anniversaire du drapeau, le plus gros Fleurdelisé du monde fut déployé à Montréal[30].